# Simp
Pour les articles homonymes, voir Simp (homonymie).
Simp est un terme d'argot Internet décrivant une personne qui fait preuve d'une sympathie et d'une attention excessives à l'égard d'une autre personne, généralement quelqu'un qui n'éprouve pas les mêmes sentiments, dans le but d'obtenir de l'affection ou une relation sexuelle,. L'Urban Dictionary définit un simp comme « quelqu'un qui en fait beaucoup trop pour une personne qu'il apprécie »,. Ce comportement, connu sous le nom de simping, est adopté à l'égard de cibles diverses, notamment des célébrités, des personnalités politiques,, des e-girls et des e-boys.

## Origines
À l'origine, il s'agissait d'un raccourci de « simpleton (en) », mais le New Partridge Dictionary of Slang and Unconventional English fait remonter l'usage du substantif simp à 1903. Le terme est apparu dans le New York Times dès 1923, lorsque le journal a fait état d'une lettre de Lillian Henderson critiquant les membres de deux clubs pour hommes célibataires à Atlantic City : « Ces célibataires simps ont peur de tenter leur chance et sont trop coincés pour partager leurs gains avec une femme. »
Simp a commencé à avoir la connotation de quelqu'un de « mou » et de « trop sympathique » dans les années 1980, lorsqu'il a été utilisé par des rappeurs West Coast tels que Hugh E.M.C., Too Short et E-40. En 1999, le terme a été utilisé dans la chanson de Three 6 Mafia « Sippin' on Some Syrup (en) », comme antonyme de « pimp » ; Too Short a décrit un « simp » comme équivalent à un « knockoff pimp ». Le terme a été exprimé comme un acronyme de Sucker/Sucka Idolizing Mediocre Pussy,,, ce qui, selon Gizmodo Australia, est « révélateur de ses origines du 20e siècle ».
Une définition de simp est apparue dans l'Urban Dictionary en 2005 et le mot a continué à être utilisé par les rappeurs dans les années 2010, lorsqu'il a été adopté par les membres de la manosphère, de l'incel et des forums MGTOW (Men Going Their Own Way) aux côtés de termes dérogatoires similaires tels que cuck, beta et white knight,.
Le mot est devenu largement populaire sur TikTok en 2019, et est rapidement devenu également populaire sur Twitch et Twitter. Selon Google Trends, l'intérêt pour le terme a doublé entre fin 2018 et fin 2019.
Le mot a été utilisé par certaines communautés de fans qui se qualifient de « simps » pour une figure de célébrité. Selon The Daily Dot, le terme est souvent utilisé de manière ironique ; de même, Magdalene Taylor, au MEL Magazine (en), affirme que le terme est « utilisé principalement comme une blague ». Nathan Grayson écrit chez Kotaku qu'il est « difficile de trouver des ruptures dans la chaîne de la lignée linguistique du mot ».

## Usage contemporain
En juillet 2020, le compte Twitter officiel d'Archie Comics a déclaré qu'il allait bannir définitivement de sa chaîne YouTube les personnes qui qualifieraient le personnage principal de la bande dessinée, Archie Andrews, de simp. The A.V. Club a estimé que, bien qu'il soit « assez sûr de dire qu'Archie Andrews est, tout simplement, le plus simp des simps », le message Twitter était probablement une tentative d'exploitation de l'effet Streisand à des fins de marketing viral. Contrairement au message sur Twitter, peu de commentaires, voire aucun, sur la chaîne YouTube d'Archie Comics ont accusé le personnage d'être simp.
En août, l'homme politique australien Bill Shorten a utilisé le terme à la télévision nationale, en déclarant lors d'un segment sur ABC que le Premier ministre Scott Morrison devait « s'assurer qu'il n'a pas l'air d'être un simple simp pour Donald Trump ».
En septembre, les utilisateurs de Reddit ont créé un engagement appelé « No Simp September », similaire à No Nut November (un mois d'abstention de la masturbation). La participation à « No Simp September » exigeait des postulants qu'ils s'abstiennent de voter pour des photos de femmes, de regarder de la pornographie et de « donner de l'argent aux travailleurs du sexe en ligne », y compris les « e-girls ». En octobre, Mikael Thalen, de The Daily Dot, a décrit les utilisateurs de Twitter comme « simping dur » à la suite de la fuite de photos de Hunter Biden. 
Un article paru le 20 novembre dans Vox sur l'affichage de cringe[Quoi ?] sur TikTok évoquait le personnage de l'utilisateur de TikTok Nate Varrone appelé « Mr. Simp Sexual », l'une des « plus grandes stars » du genre. Varrone expliquait ainsi le personnage : « Il vient du Michigan et il avait une petite amie nommée Melissa qu'il veut absolument récupérer [...] Il n'est tout simplement pas dans une bonne position en ce moment, émotionnellement. Je pense qu'il utilise TikTok pour combler le trou dans son cœur et trouver un nouvel amant. L'excitation que ce gars a, aucun humain n'a jamais ressenti cette quantité d'excitation dans sa vie entière. C'est comme s'il avait une malédiction. Il pense qu'il doit se brancher immédiatement, sinon il va mourir. »
En janvier 2021, Vogue a fait état d'un compte Instagram « adorateur de simps » autoproclamés exprimant leur affection envers Jon Ossoff, alors candidat au Sénat de Géorgie.

## Réception
Alors que le terme désignait initialement un type spécifique de sycophant, en atteignant une large popularité, il a commencé à être utilisé comme une insulte générale. En avril 2020, un article d'opinion paru dans Men's Health décrivait l'utilisation du terme comme étant « assez tordue », et les hommes qui étiquetaient les autres avec ce terme comme étant des « connards en droit », disant que « si vous avez déjà fait un compliment à une femme, apparemment vous êtes un simp ». Hayley Soen écrit dans The Tab que « le simp est venu prendre la place du softboi », le décrivant comme « un garçon qui est un échec romantique [...] sans aucun doute le type de garçon dont on dit aux filles qu'il est 'un peu trop gentil' », et « qui n'a probablement même pas de groupe de discussion avec des garçons » ; Soen écrit que le terme est utilisé « parfois pour décrire le niveau minimum de respect entre un homme et une femme » ; Selon l'Evening Standard, alors que « le terme pourrait aussi avoir une certaine valeur s'il sapait une culture consistant à faire marcher les gens sur leurs plates-bandes émotionnellement », il avait aussi « des connotations potentiellement offensantes ». Dans The New York Times, Ezra Marcus et Jonah Bromwich décrivent le terme comme une insulte misogyne, qui « exprime un malaise par rapport à l'égalité des sexes et offre un moyen simple de rejeter les personnes à l'origine de ce malaise ». María écrit que si le terme est le plus souvent utilisé « ironiquement et sans sous-entendus misogynes », « il ne faut pas grand-chose pour se faire traiter de simp » dans certains espaces antiféministes, et que « tout, depuis le fait de se languir d'un coup de foudre jusqu'au fait de respecter réellement les femmes, peut être considéré comme simp ». Taylor écrit que l'idée du « simp » semble le plus souvent « être un gars qui traite simplement bien les femmes, ou simplement pas comme une ordure » et est « juste un autre bouc émissaire pour la misogynie MGTOW ».

### Interdiction sur Twitch
En mai 2020, Kotaku a rapporté que Twitch « sévissait » contre les emotes personnalisées utilisant le mot « simp », et qu'il était « en train de supprimer des emotes simp » depuis fin février. La plupart de ces emotes représentaient simplement un streamer ou un personnage fictif tenant une pancarte sur laquelle était écrit « SIMP », ou étaient des rastérisations du texte du mot lui-même. En décembre 2020, le mot était décrit comme un « favori de la communauté Twitch » par The Verge.
Twitch a annoncé en décembre 2020 que des mesures administratives seraient prises à l'encontre des comptes des streamers et des commentateurs qui utilisaient le mot, ainsi que « incel » et « virginité », en affirmant que ces mots étaient offensants,,, ; Sara Clemens, COO de Twitch, a déclaré lors d'un livestream « town hall » que, bien que l'utilisation des mots soit autorisée dans des circonstances approuvées, Twitch allait « refuser de manière proactive » les emotes personnalisées qui incluaient les mots,. Cette interdiction s'inscrivait dans le cadre d'une extension plus large de la liste des contenus interdits de Twitch ; la politique, consultable sur le site Web de Twitch, interdisait également les messages qui « expriment une infériorité » fondée sur des « déficiences morales ». Au moment de l'annonce, la politique devait entrer en vigueur le 22 janvier 2021,,.
L'accueil réservé à l'annonce et aux changements de politique proposés a été largement négatif ; Bryan Rolli, de The Daily Dot, a écrit que Twitch aurait « probablement beaucoup de mal à faire respecter l'interdiction des « simps » », et Gizmodo a déclaré de manière sarcastique que « les simps et les vierges réels [étaient] toujours les bienvenus » sur le site de streaming. Screen Rant a déclaré qu'une interdiction générale de « simp », « incel » et « vierge » contrastait défavorablement avec une politique de « contexte nécessaire » pour l'injure raciale « nègre », beaucoup plus offensante. Selon Ars Technica, Twitch avait un « historique incohérent dans la réponse aux rapports de comportements problématiques ». Dans des interviews accordées à Kotaku, les personnes concernées par l'interdiction ont décrit l'utilisation du terme par leurs chaînes comme étant essentiellement bénigne - un streamer a déclaré qu'il s'agissait « essentiellement de badinage et, dans certains cas, d'un compliment ». Une autre streamer, tout en reconnaissant que le mot était parfois utilisé pour décrire un comportement « assez effrayant », a déclaré que son utilisation d'un emote « simp » était « principalement une blague au sein de ma communauté ».